# ビンザー県
ビンザー県（ビンザーけん、ベトナム語：Huyện Bình Gia / 縣平嘉?）は、ベトナム社会主義共和国ランソン省の県。面積は1,047.3 km²、人口は52,710人（2009年）である。